# 東加勒比元

使用東加勒比元的国家和地區

東加勒比元（符號：$; 代碼：XCD）是北美洲加勒比海地區的數個前英國殖民地國家與英國海外領土所通用的貨幣，使用的國家和地區包括八個東加勒比國家組織成員：安圭拉、安地卡及巴布達、多米尼克、格瑞那達、蒙特塞拉特、聖克里斯多福及尼維斯、聖露西亞和聖文森及格瑞那丁。紙幣面額有5、10、20、50、100元。硬幣面值有1、2、5、10、25分和1元。1元=100分。貨幣符號為XCD。該貨幣實行固定匯率制，1美元=2.70東加勒比元。

## 流通中的貨幣

### 硬幣
- 1 分
  - 正面：伊麗莎白二世
  - 背面：面值、稻草、國家名稱、年份
- 2 分
  - 正面：伊麗莎白二世
  - 背面：面值、稻草、國家名稱、年份
- 5 分
  - 正面：伊麗莎白二世
  - 背面：面值、稻草、國家名稱、年份
- 10 分
  - 正面：伊麗莎白二世
  - 背面：面值、帆船、國家名稱、年份
- 25 分
  - 正面：伊麗莎白二世
  - 背面：面值、帆船、國家名稱、年份
- 1 元
  - 正面：伊麗莎白二世
  - 背面：面值、帆船、國家名稱、年份
- 2 元
  - 正面：伊麗莎白二世
  - 背面：面值、樹木、國家名稱、年份

### 紙幣
- 10 元
  - 正面：伊丽莎白二世
  - 背面：貝基亞島的海灣、東加勒比國家組織的地圖、褐鵜鶘、熱帶魚
- 20 元
  - 正面：伊丽莎白二世
  - 背面：蒙特塞拉特總督府、東加勒比國家組織的地圖、肉豆蔻
- 50 元
  - 正面：伊丽莎白二世
  - 背面：硫磺山要塞國家公園、東加勒比國家組織的地圖、一座火山的遠景、熱帶魚
- 100 元
  - 正面：伊丽莎白二世
  - 背面：威廉·阿瑟·刘易斯、東加勒比國家組織的地圖、東加勒比中央銀行、熱帶魚